# سرجنغل (حومة بم)
سرجنغل (بالفارسية: سرجنگل) هي قرية تقع في إيران في منطقة مركزية ريفية. يقدر عدد سكانها بـ 208 نسمة بحسب إحصاء 2016.